# Psolus phantapus
Espèce
Psolus phantapus est une espèce d'holothuries (concombre de mer), de la famille des Psolidae.

## Description
C'est un petit concombre de mer dendrochirotidé, pouvant mesurer jusqu'à 20 cm de long. Son corps est courbé en forme de U, l'essentiel étant en permanence enfoui dans le sédiment, ne laissant dépasser que l'extrémité orale et les 10 tentacules très ramifiés (qui peuvent cependant se rétracter rapidement en cas de menace). Ceux-ci sont clairs, parfois rose pâle, et portent généralement de taches orange. La partie centrale du corps forme une semelle rectangulaire rigidifiée par ses spicules particulières, et est parsemée de podia permettant d'optimiser l'ancrage. Le corps est brun-jaunâtre à brun foncé, avec une cuticule écailleuse.

## Habitat et répartition
On rencontre cette espèce dans tout l'océan Arctique et dans les eaux froides du nord de l'Atlantique (jusqu'en Angleterre), entre 10 et plus de 200 mètres de profondeur.

## Écologie et comportement
Cette espèce est sessile et ne sort presque jamais de son abri. Elle se nourrit en filtrant l'eau, où le mucus collant qui couvre ses tentacules très ramifiés agrège les particules nutritives en suspension.